# Étang de l'Or
L’étang de l’Or, appelé aussi étang de Mauguio, est une lagune située majoritairement sur le territoire de Mauguio, au sud-est du département français de l'Hérault, en région Occitanie. Il est séparé de la mer Méditerranée par un cordon dunaire de 600 mètres de largeur au minimum.

## Description

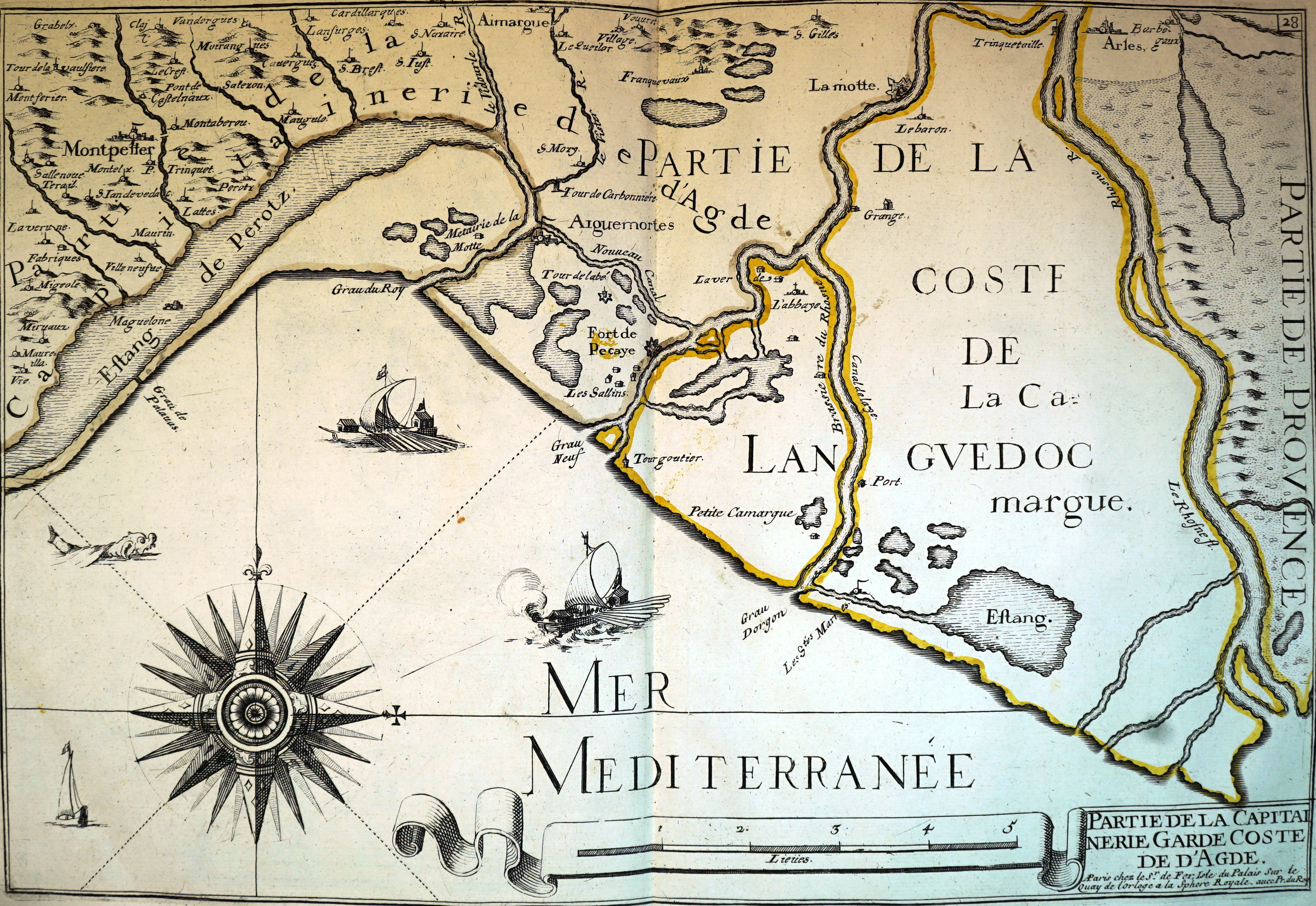
L'estang de Perotz en 1690, d'après les relevés de C. Tassin.

D'une surface de plus de 3 000 hectares et d'une profondeur maximale de 1 mètre, l'étang de l'Or (appelé aussi parfois « Étang de Mauguio ») est classé depuis 1983 au titre de la loi de 1930.
Sa surface immergée est majoritairement sur les communes du canton de Mauguio avec l'aéroport de Montpellier-Méditerranée à l'ouest, Mauguio au nord, Candillargues et Lansargues au nord-est, et la station de Carnon au sud-ouest sur le cordon dunaire qui sépare l'étang de la mer Méditerranée.
À l'ouest, un petit morceau appartient à la commune de Pérols, de même à l'est pour la commune de Marsillargues et au sud-est, la commune de la Grande-Motte en détient une partie limitrophe avec une pointe du territoire d'Aigues-Mortes.
L'étendue a toujours renfermé d'énormes richesses. Depuis le Moyen Âge, l'exploitation des anguilles et des poissons a assuré de confortables ressources aux évêchés de Maguelone et d'Uzès. Puis, le sel y fut exploité. Cet or blanc enrichit de nombreux évêques, seigneurs et notables. Le bassin salinier de Pérols ne cessera son activité qu'au début du XXe siècle. Il ne subsiste comme vestiges de cette florissante industrie que l'appellation de l'étang de l'Or, à Pérols — l'étang du Salin et le port, où venaient accoster les lourdes embarcations chargées de poissons destinés à la salaison avant d'être exportés — et surtout le hangar (rue du hangar), où le sel était entreposé sous bonne garde. De nombreuses familles bourgeoises de Montpellier se sont enrichies avec cette exploitation.
Son nom est utilisé par les deux institutions d'intercommunalité centrées sur le canton de Mauguio, le Syndicat intercommunal à vocations multiples de l'étang de l'Or et la Communauté de communes du Pays de l'Or.

### Confluents

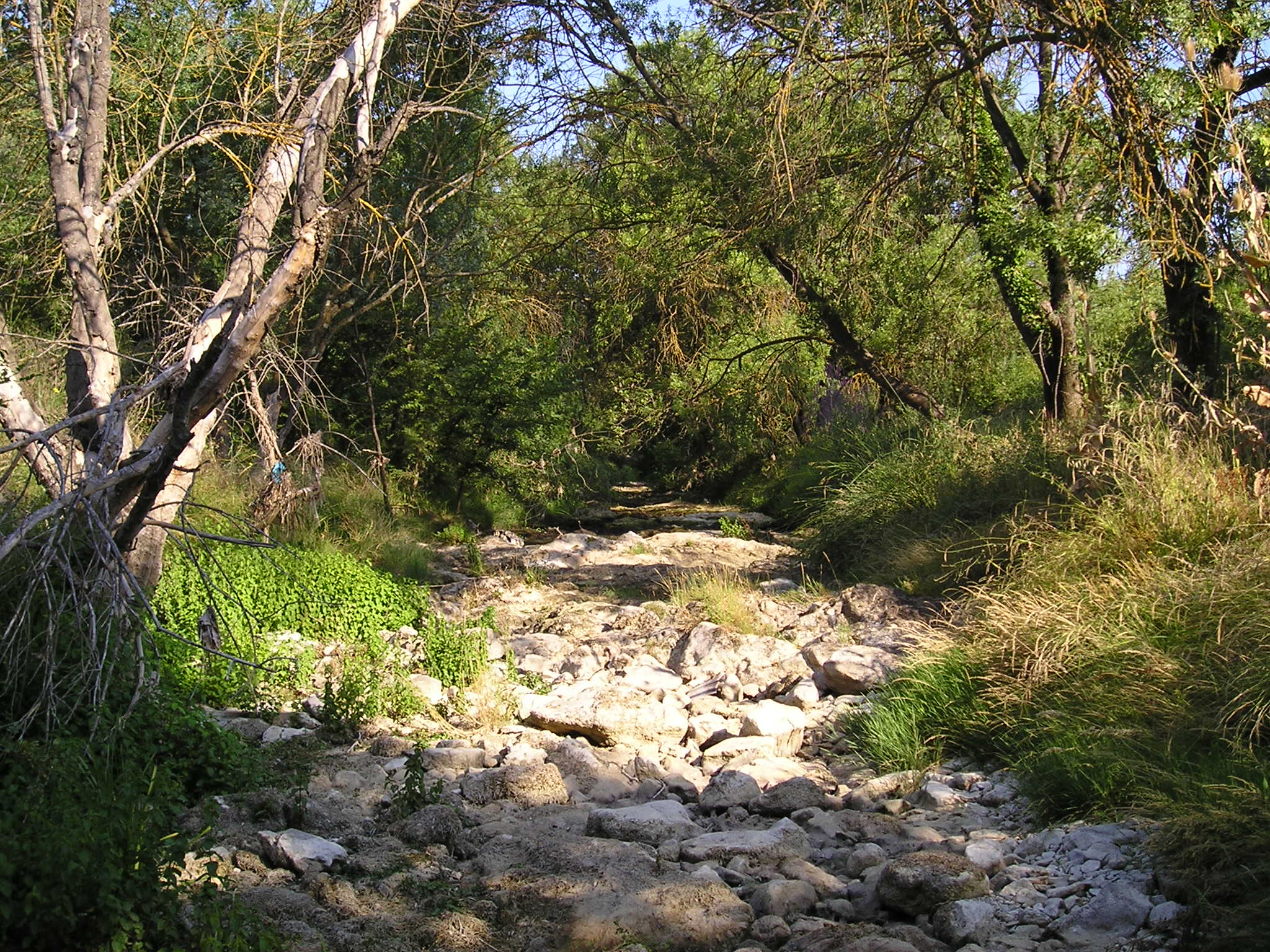
La Cadoule au sud de Castries, à sec en été.

D'ouest en est, les cours d'eau suivants s'y déversent sur la rive nord.
À l'ouest de Mauguio :
- le ruisseau du Nègue-Cats, qui apparaît dans la Banquière, au sud-est de Montpellier, et coule à l'est de Lattes et de Pérols ;
- le ruisseau de la Jasse, qui émerge près du domaine de Grammont avant de couler vers l'est en effectuant un virage vers le sud sur le territoire de Mauguio ;
- le ruisseau de la Mourre dont le tracé peut se suivre en surface à partir du canal d'irrigation du Bas-Rhône Languedoc ;
- le vieux Salaison ;
- le Salaison prend sa source sur la commune de Guzargues (18 km au nord-ouest à vol d'oiseau de son estuaire dans l'étang), coule à Teyran, Le Crès et la limite occidentale de Vendargues, et au pied de la ville de Saint-Aunès. Au sud de Mauguio, il est rejoint par le ruisseau de la Balaurie dont le parcours peut être identifié en surface jusqu'à Vendargues. Le cours actuel du Salaison rejoint l'étang de l'Or par deux voies au lieu-dit peuplé des Cabanes du Salaison.
- Le ruisseau de la Capoulière émerge au sud de Mauguio.

À l'est de Mauguio :
- la Cadoule prend source au nord de Guzargues à environ 18 km à vol d'oiseau de son accès à l'étang de l'Or. Elle coule au pied de Castries, à l'est de la ville de Vendargues, puis traverse en son centre le golf de Massane à Baillargues avant d'atteindre l'est du territoire melgorien ;
- les ruisseaux de l'Aigue Vive arrivant de Baillargues et de l'Arrière émergent au sud de Mudaison rejoignent après de nombreuses ramifications la Cadoule ;
- Le canal de l'Or relie le village de Candillargues à l'étang.

À la limite des territoires de Candillargues et de Lansargues, le Bérange atteint l'étang de l'Or à environ 18 km de sa source près de Saint-Drézéry. Le cours d'eau passe à l'est du village de Sussargues, puis dans une plaine à l'est de Castries avant de se faufiler entre les villes de Baillargues et Saint-Brès, puis juste à l'est de Mudaison.
Le canal de Lansargues permet à la Viredonne et au Berbian d'atteindre l'étang.
À la limite entre Mauguio et Marsillargues, deux autres canaux existent également :
- la canalette du Languedoc relie l'étang avec le canal de Lunel ;
- et le canal de la Radelle avec le canal du Rhône à Sète.

### Relations avec le canal du Rhône à Sète et la mer
En quelques points, les eaux de l'étang ont accès au canal du Rhône à Sète, qui délimite au nord la partie aménagée du littoral touristique avec les stations balnéaires de la Grande-Motte et de Carnon.
À Carnon, sur la commune de Mauguio, un chenal permet de connecter l'étang de l'Or, celui de Pérols et du Méjean à l'ouest, le canal du Rhône à Sète et le port de plaisance de Carnon ouvert sur la mer Méditerranée.

## Patrimoines

### Patrimoine naturel et gestion du site
L'étang de l'Or et les marais qui l'entourent constituent une zone humide abritant une faune et une flore particulières. À ce titre il a été reconnu dès 1983 comme site naturel classé et est intégré aujourd'hui au réseau Européen Natura 2000.
La gestion du site est confiée au Syndicat Mixte du Bassin de l'Or (SYMBO) qui regroupe 13 communes riveraines de l'étang.

### Patrimoine culturel
L'étang de l'or est le sujet du roman le plus connu de Gaston Baissette, médecin et écrivain d'origine melgorienne. C'est aussi le sujet du poème L'estanc de l'ort d'Alexandre Langlade, poète languedocien du dix-neuvième siècle.
Il figure, parfois avec ce titre, dans de nombreux tableaux et dessins du peintre montpelliérain Vincent Bioulès (né en 1938). Ainsi L’Étang de l’or, coll. part., 2015.

## Galerie

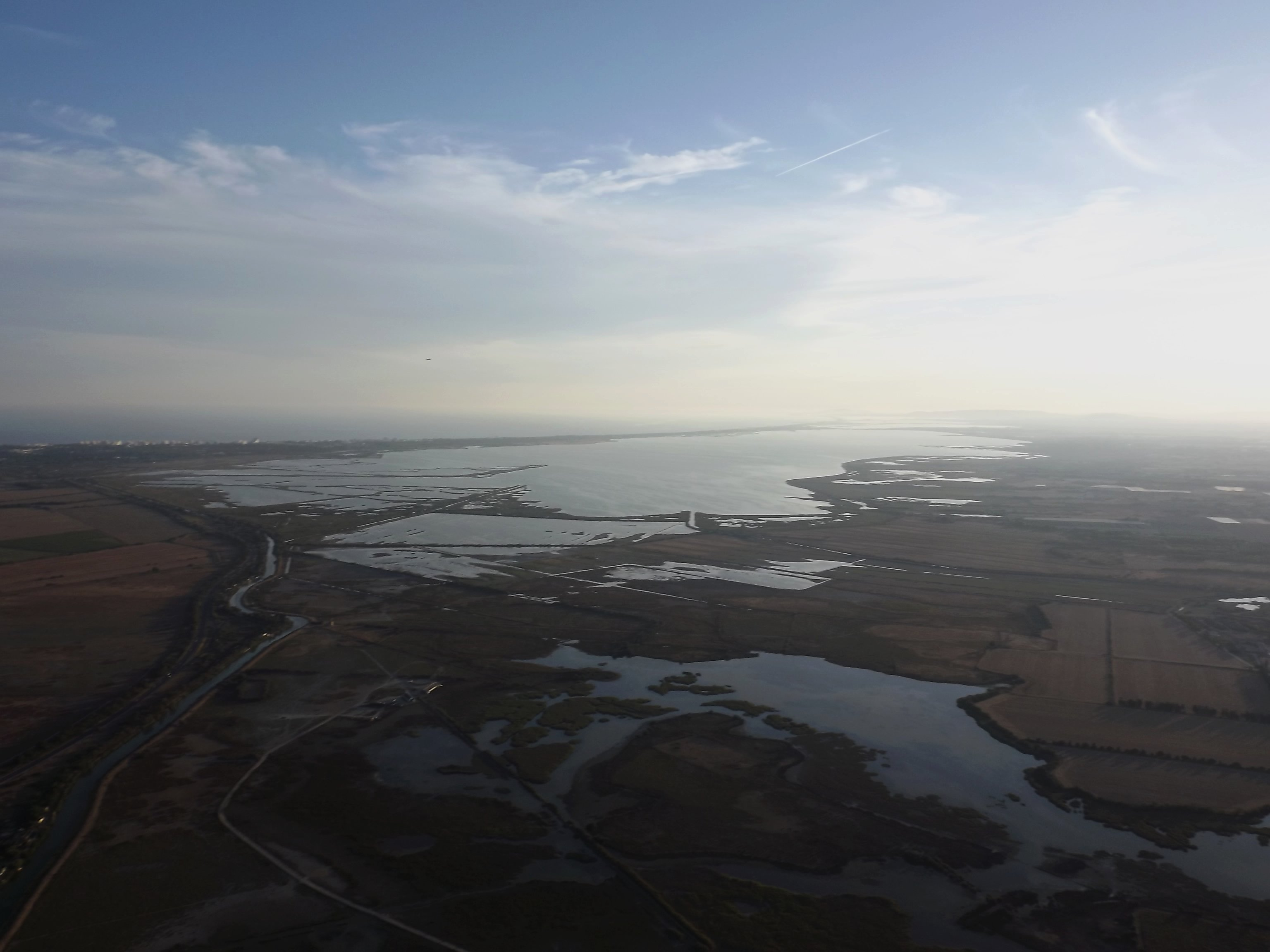
Vue aérienne de l'étang.
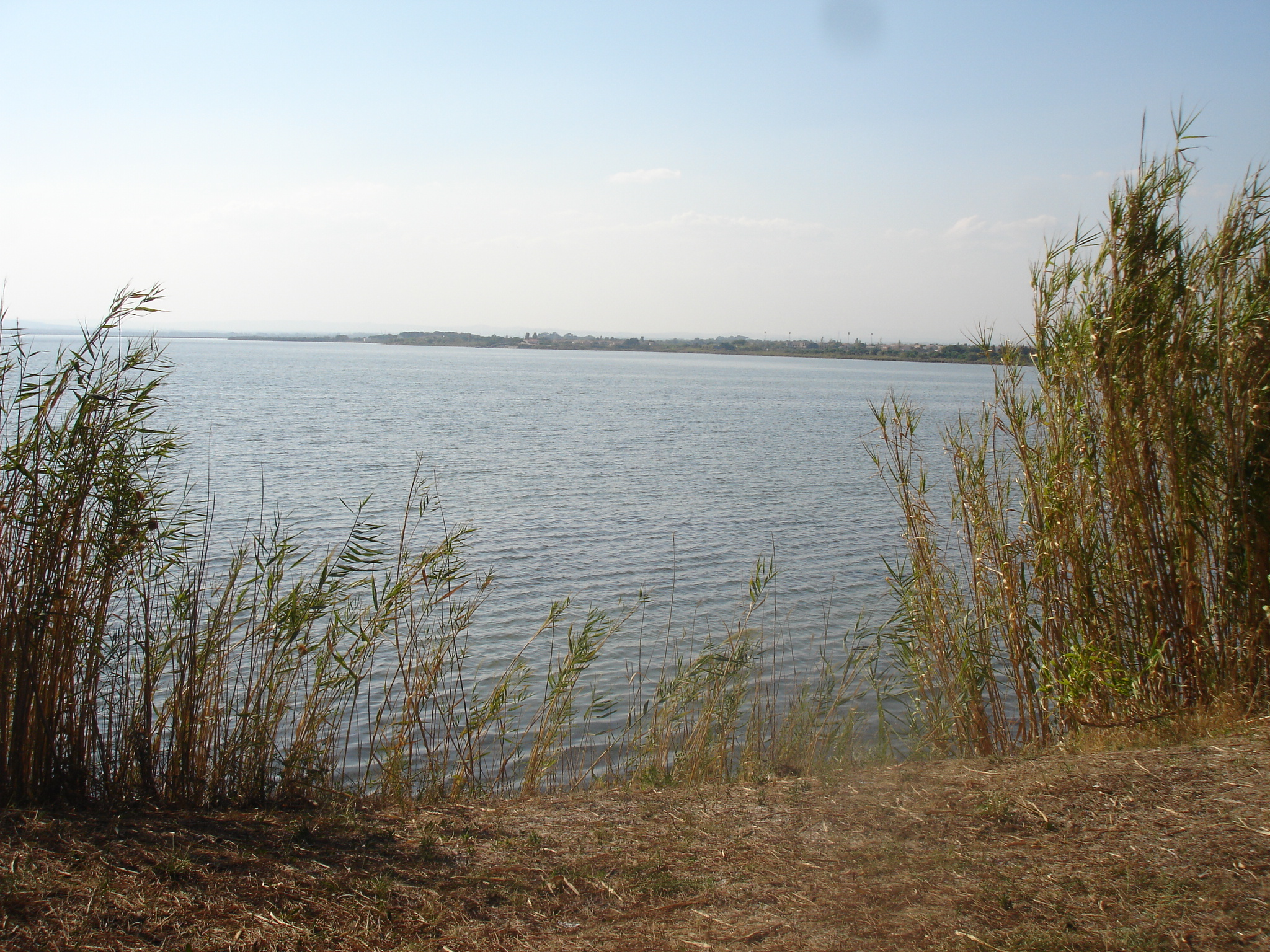
Vue du rivage côté Pérols.
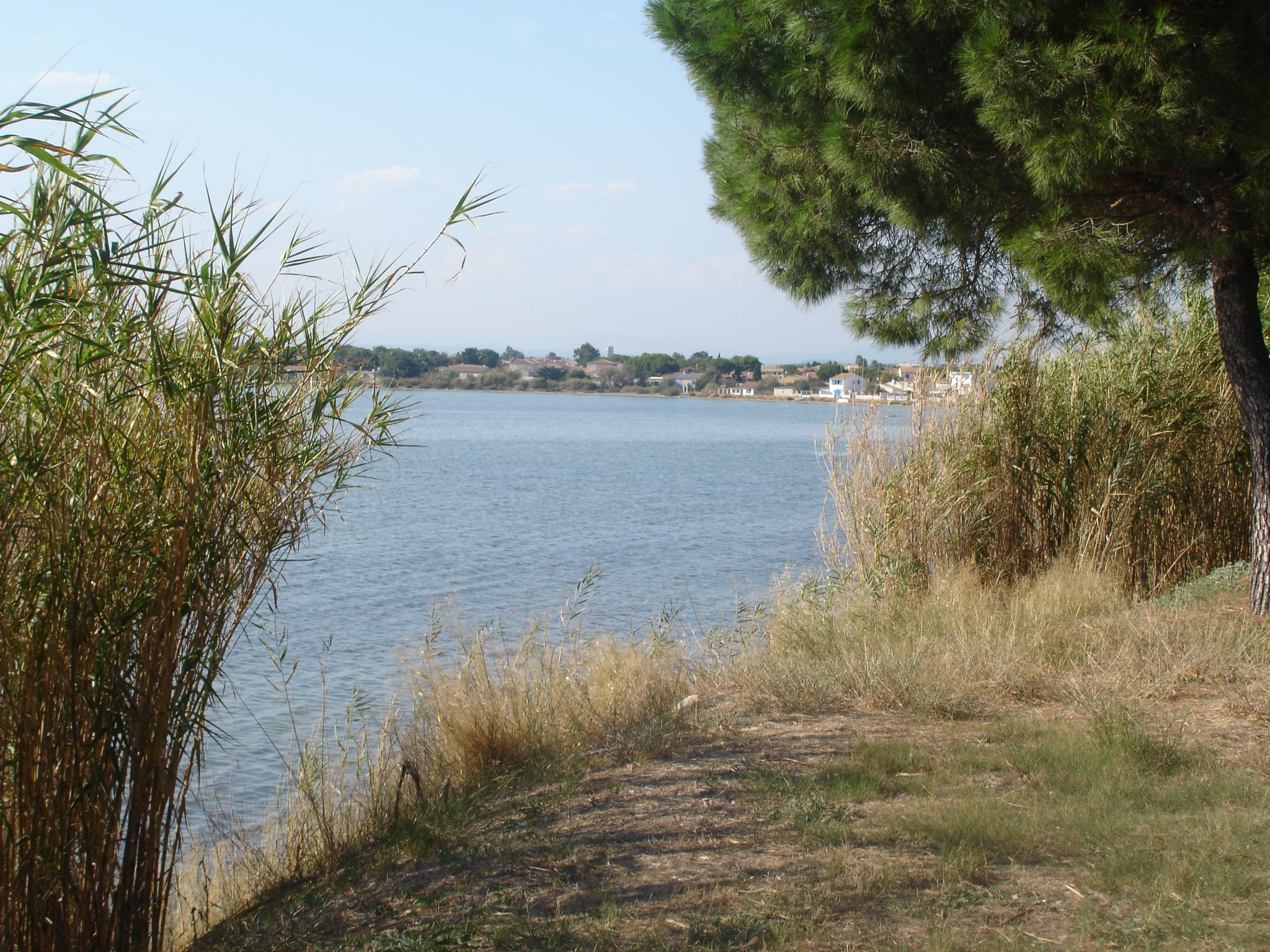
Vue du rivage.
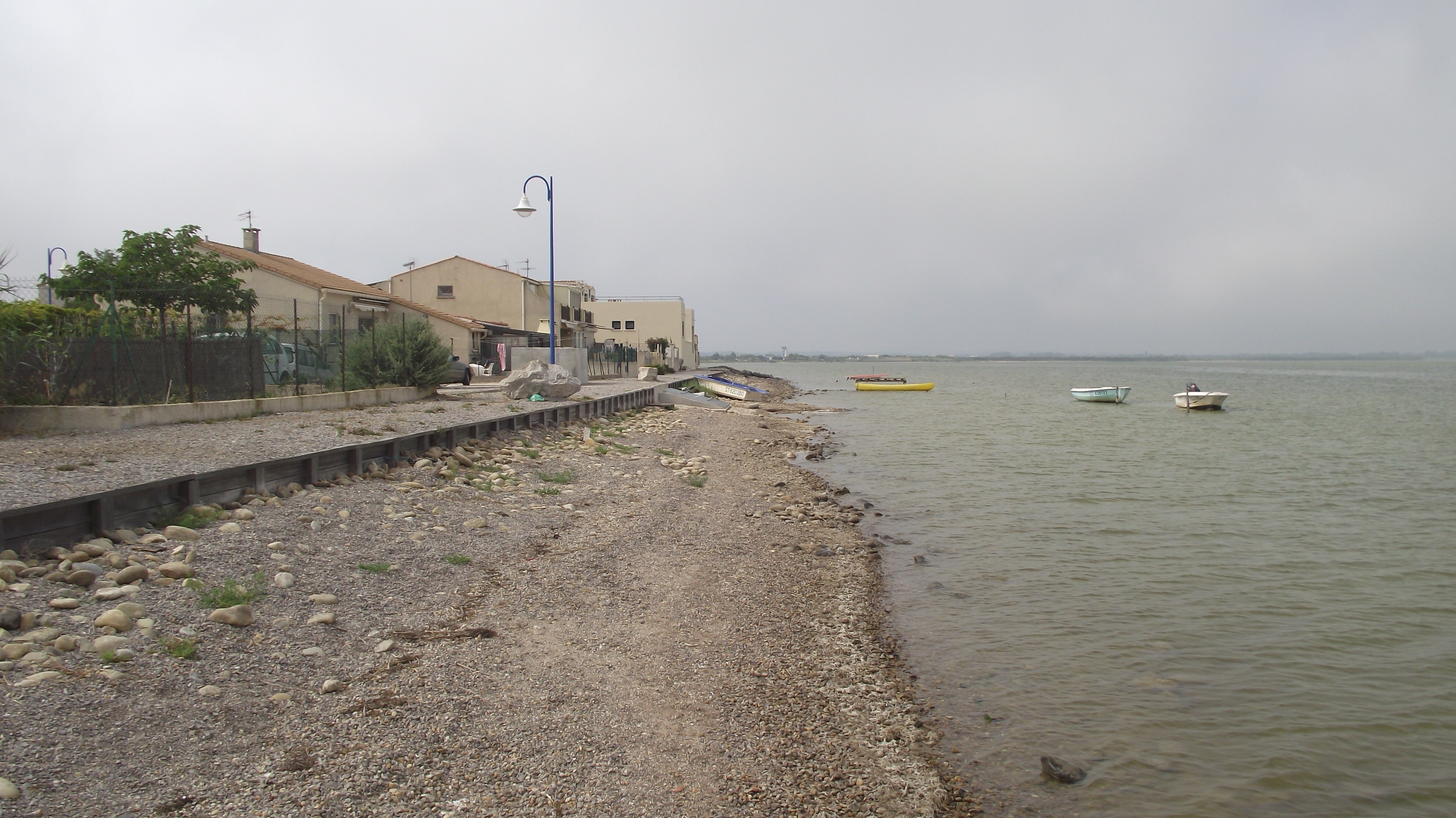
Vue du rivage

## Sources et références
Sources
- Pour les ruisseaux, Aigues-Mortes, carte topographique au 1/25 000e, IGN, 2000.
- Pour l'histoire de l'étang de l'Or, Georgette Alary, De l’Or au Méjean dans la Baronnie de Carnon : Revue Mémoire d'Oc (Montpellier), Université du Tiers Temps, no 69, 1999.
- Pour l'histoire du nom de l'Or, Georgette Alary, Le port de Pérols : Revue Mémoire d'Oc (Montpellier), Université du Tiers Temps, no 70, 1999.
- Pour l'histoire du nom de l'Or, Isabelle Laborie, Pérols et ses ports : Archives ouvertes (hdl:10670/1.5khjr3), Centre pour la communication scientifique directe, 2015.

Références
1. ↑  L'estanc de l'ort : Revue des Langues Romanes (Montpellier) – Concours philologique et littéraire (1° chant) – Occitania (Montpellier) 1888, p. 149-160 (1° chant)